# Victoria van Pruisen (1866-1929)

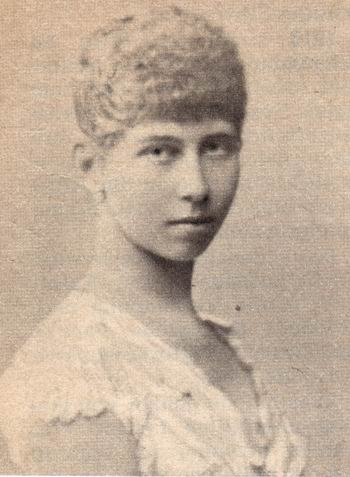
Prinses Victoria van Pruisen

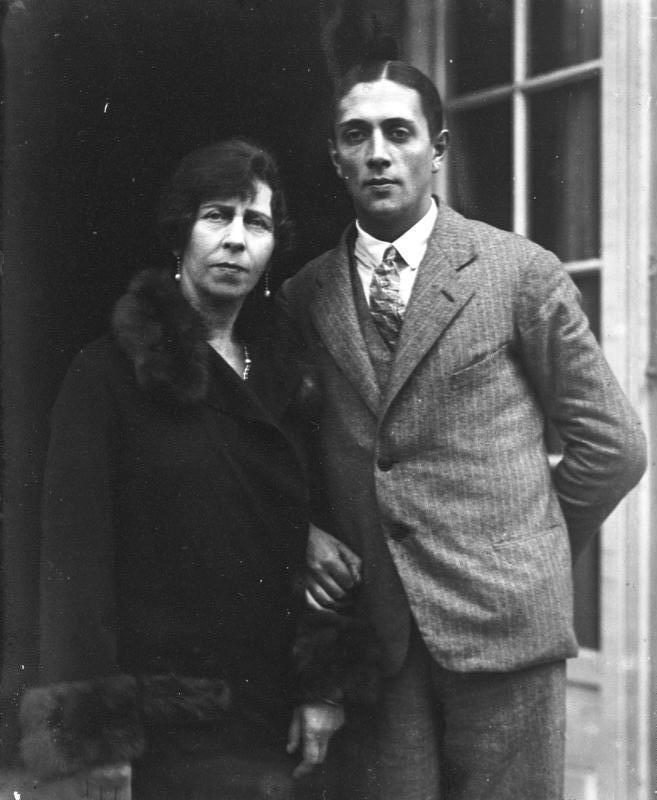
Prinses Victoria met haar tweede echtgenoot, Alexander Zoebkov

Frederika Amalia Wilhelmina Victoria van Pruisen (Duits: Viktoria) (Potsdam, 12 april 1866 - Bonn, 13 november 1929) was een Pruisische prinses. Ze was een telg uit het huis Hohenzollern.

## Leven
Prinses Victoria werd geboren op 12 april 1866 als de tweede dochter van de Duitse kroonprins Frederik Willem (later keizer Frederik III) en diens vrouw kroonprinses Victoria van Saksen-Coburg en Gotha, prinses van het Verenigd Koninkrijk. Door haar familie werd zij Moretta genoemd, of soms ook wel jonge Vicky. Vicky was namelijk de bijnaam van haar moeder. De grootouders van Victoria aan moederskant waren koningin Victoria van het Verenigd Koninkrijk en dier echtgenoot, prins-gemaal Albert van Saksen-Coburg en Gotha. Haar grootouders aan vaderskant waren koning Wilhelm I van Pruisen en diens vrouw koningin Augusta van Saksen-Weimar-Eisenach. Ze was een jongere zus van keizer Wilhelm II.
Toen in 1883 Alexander, de vorst van Bulgarije, een bezoek bracht aan het Pruisische hof werd de toen zeventienjarige prinses verliefd op hem. Zij wilden zich verloven, maar hij stuitte, vanwege zijn morganatische afkomst uit het huis Hessen, op heftig verzet van de Duitse keizer, hoezeer ook haar Britse grootmoeder aandrong op een huwelijk. 
Op 19 november 1890 trouwde ze met Adolf van Schaumburg-Lippe, een zoon van Adolf I George van Schaumburg-Lippe en diens vrouw Hermine van Waldeck-Pyrmont. Al vrij snel na het huwelijk kreeg Victoria een miskraam en daarna kon zij geen kinderen meer krijgen. Haar man stierf in 1916. Zij bleef daarna wonen in Bonn en zorgde nog voor enige opschudding toen zij in 1927 trouwde met de vijfendertig jaar jongere,  Russische emigré Alexander Zoebkov. Dat huwelijk werd overigens geen succes. Al na een jaar vroeg Victoria een echtscheiding aan. Nog voor die kon worden uitgesproken, overleed ze in 1929. 